# اینه؟
اینه؟ (به انگلیسی: Is This It) اولین آلبوم استودیویی گروه ایندی د استروکز است که در سال ۲۰۰۱ منتشر شد. تهیه‌کنندهٔ این آلبوم گوردون رافائل بود و اولین پخش آن در استرالیا و در تاریخ ۳۰ ژوئیهٔ ۲۰۰۱ بود.
این آلبوم شامل ۱۱ قطعه است که همهٔ آن‌ها را جولین کازابلانکاز-خوانندهٔ استروکز-سروده‌است. اینه؟ در زمان انتشارش در ایالات متحده تا ردهٔ ۳۳ جدول پرفروش‌ترین آلبوم‌ها صعود کرد و در بریتانیا دومین آلبوم پرفروش روز شد.
برای طرح روی جلد آلبوم یک عکس سیاه و سفید از آثار هلموت نیوتن استفاده شده‌است. این تصویر باسن برهنه‌ای را نشان می‌دهد که دستی با دستکش سیاه روی آن قرار گرفته‌است. در آمریکا یک طرح انتزاعی جایگزین طرح جلد سکسی اینه؟ شد و تحت تاثیر حملات ۱۱ سپتامبر ترانهٔ شماره ۹ با نام «پلیس‌های نیویورک» از لیست قطعه‌ها درآورده‌شد و یک قطعهٔ جدید به‌نام «وقتی شروع می‌شه» جایگزین آن شد.

## فهرست ترانه‌ها
| شماره | نام آهنگ            | معنی نام              | مدت  |
| ----- | ------------------- | --------------------- | ---- |
| ۱     | Is This It          | «اینه؟»               | ۲:۳۵ |
| ۲     | The Modern Age      | «عصر مدرن»            | ۳:۳۲ |
| ۳     | Soma                | «تن»                  | ۲:۳۸ |
| ۴     | Barely Legal        | «تقریبا قانونی»       | ۳:۵۴ |
| ۵     | Someday             | «یک روزی»             | ۳:۰۷ |
| ۶     | Alone, Together     | «تنها، با هم»         | ۳:۱۲ |
| ۷     | Last Nite           | «دیشب»                | ۳:۱۸ |
| ۸     | Hard to Explain     | «توضیح دادنش مشکله»   | ۳:۴۸ |
| ۹     | New York City Cops  | «پلیس‌های شهر نیویورک» | ۳:۳۶ |
| ۱۰    | Trying Your Luck    | «بختت را امتحان کن»   | ۳:۲۸ |
| ۱۱    | Take It or Leave It | «یا همین یا هیچی»     | ۳:۱۶ |

## رتبهٔ آلبوم در جدول فروش کشورهای مختلف
| جدول فروش (۲۰۰۱-۲۰۰۲ میلادی)       | بالاترین جایگاه |
| ---------------------------------- | --------------- |
| بیلبورد ۲۰۰ (ایالات متحده)         | ۳۳              |
| جدول فروش آلبوم‌ها در پادشاهی متحده | ۲               |
| جدول فروش آلبوم‌ها در استرالیا      | ۵               |
| جدول فروش آلبوم‌ها در بلژیک         | ۴۷              |
| جدول فروش آلبوم‌ها در فنلاند        | ۲۳              |
| جدول فروش آلبوم‌ها در فرانسه        | ۱۹              |
| جدول فروش آلبوم‌ها در آلمان         | ۲۸              |
| جدول فروش آلبوم‌ها در هلند          | ۵۴              |
| جدول فروش آلبوم‌ها در نیوزلند       | ۲۳              |
| جدول فروش آلبوم‌ها در نروژ          | ۲               |
| جدول فروش آلبوم‌ها در سوئد          | ۳               |

## اعضای مشارکت‌کننده
- جولین کازابلانکاز: آواز
- نیکولای فریچر: گیتار باس
- آلبرت هاموند جونیور: گیتار
- فابریزیو مورتی: درامز
- نیک والنسی: گیتار